# Jacob Evert van Muyden
Pour les articles homonymes, voir Van Muyden.
Ne doit pas être confondu avec Evert van Muyden (1853-1922), graveur et peintre suisse.
Jacob Evert van Muyden, né le 24 mai 1781 à Utrecht (alors dans les Provinces-Unies) et mort le 18 octobre 1848 à Lausanne, est un juge et une personnalité politique suisse d'origine néerlandaise.

## Biographie
De confession protestante, Jacob Evert van Muyden est le fils de Steven Carel van Muyden et d'Anna Catharina van Vianen. Après avoir obtenu un doctorat en droit à Utrecht, Jacob Evert van Muyden quitte la ville en 1804 pour l'Allemagne, l'Autriche, l'Italie puis Lausanne où il s'installe en 1809. Il exerce comme juge au tribunal de Nyon dès 1825, et comme juge de paix à Coppet dès 1828. Il épouse en 1810 Louise Sophie Porta, fille d'Alexandre Théodore Abraham Porta, conseiller municipal de Lausanne et inspecteur des forêts. Il obtient la bourgeoisie de Founex en 1824.

### Parcours politique
Jacob Evert van Muyden est membre de la commission chargée de réformer l'instruction publique en 1832. Membre du Parti libéral, il est député au Grand Conseil vaudois dès 1833 ainsi que Conseiller d'État de 1834 à 1843. Il est le président de la commission de rédaction du code de commerce dès 1837. Rendu impopulaire par son conservatisme, il ne sera pas réélu,.